# Why? (cântec de Mis-Teeq)
„Why?” este un cântec al grupului muzical britanic Mis-Teeq. Acesta fost compus de Matt Lamont pentru primul material discografic de studio al grupului, Lickin' On Both Sides. Piesa constituie discul single de debut al formației, fiind lansată pe data de 8 ianuarie 2001.
Discul a obținut locul 8 în UK Singles Chart, la doar o săptămână de la lansarea sa pe compact disc.

## Lista cântecelor
Disc single distribuit în Regatul Unit
1. „Why?” (editare radio)

## Clasament
| Clasament        | Poziția maximă | Referință |
| ---------------- | -------------- | --------- |
| UK Singles Chart | 8              | [ 3 ]     |